# Tilleul de Crimée
Hybride
Parent A de l'hybridation 
  Tilia cordata 
×

Parent  B de l'hybridation 
  Tilia dasystyla 
Classification phylogénétique
Le Tilleul de Crimée (Tilia ×euchlora) est un arbre de la famille des Tiliaceae ou des Malvaceae, sous-famille des Tilioideae, selon la classification phylogénétique.

## Répartition
On le trouve dans les régions tempérées d'Europe, souvent planté comme arbre d'alignement. Il s'agit d'un hybride entre le Tilleul à petites feuilles et le Tilleul du Caucase, apparu dans les années 1860 et connu seulement à l'état cultivé.

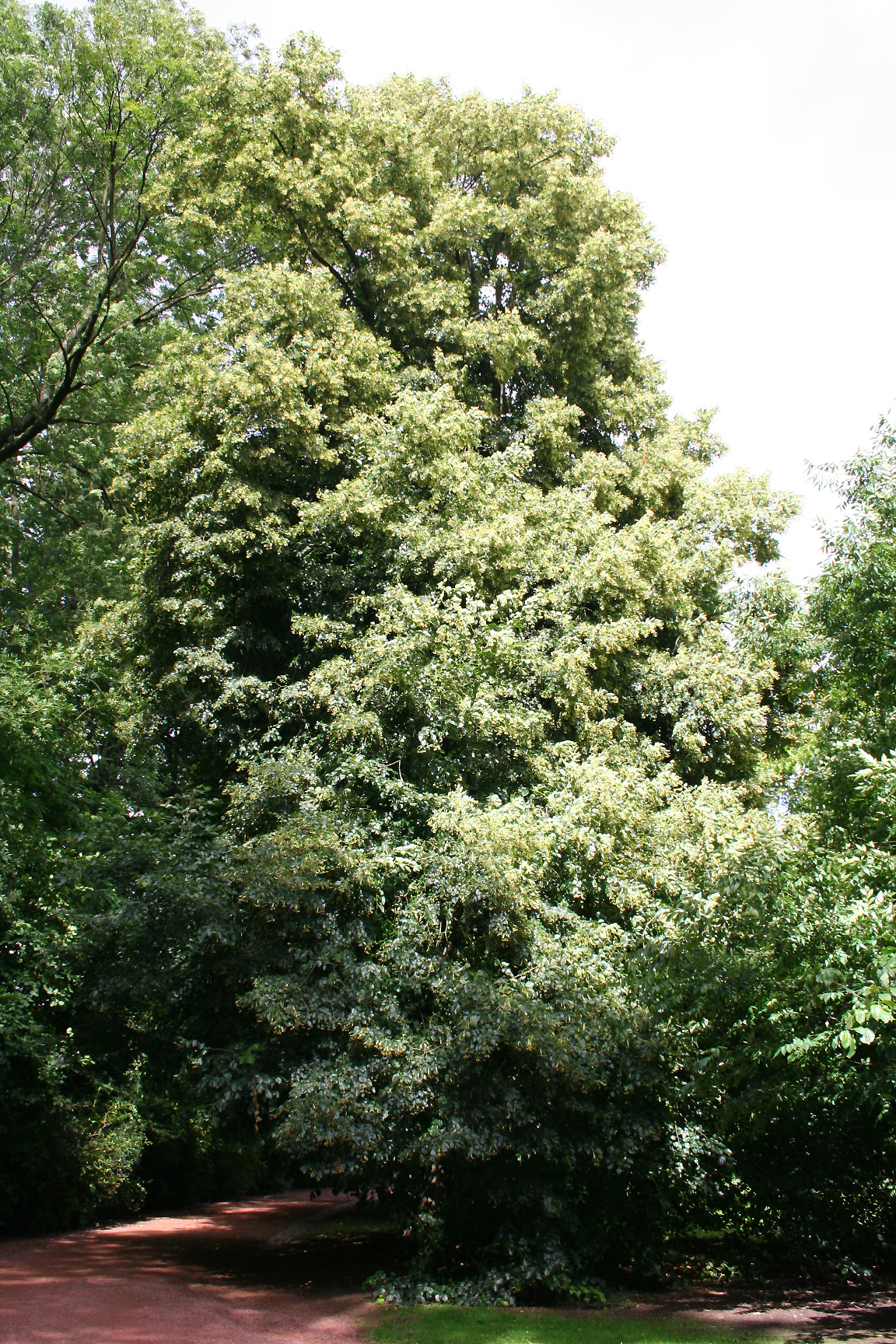
Tilleul de Crimée adulte (Parc du domaine de Mariemont (Belgique)).